# Credicard Citi Mastercard Tennis Cup 2006
Il Credicard Citi Mastercard Tennis Cup 2006 è stato un torneo di tennis facente parte della categoria ATP Challenger Series nell'ambito dell'ATP Challenger Series 2006. Il torneo si è giocato a Campos do Jordão in Brasile dal 24 al 30 luglio 2006 su campi in cemento.

## Vincitori

### Singolare
Ricardo Mello ha battuto in finale  Ivo Klec con il punteggio di 6–3, 6–4

### Doppio
Marcelo Melo /  André Sá hanno battuto in finale  Jacob Adaktusson /  Leonardo Mayer con il punteggio di 7–6(1), 7–5